# 小行星1313
小行星1313（1313 Berna）是一颗绕太阳运转的小行星，为主小行星带小行星。该小行星于1933年8月24日发现。
該小行星以瑞士首都伯恩命名。

## 轨道参数
小行星1313的轨道半长轴为2.6562403 UA，离心率为0.208。